# Spectro
Spectro, in Eigenschreibweise SPECTRO, mit vollständigem Firmennamen SPECTRO Analytical Instruments GmbH, ist ein Unternehmen des amerikanischen Ametek-Konzern. Die 100-prozentige Konzerntochter mit Sitz in Kleve gilt als marktführender Hersteller von Messinstrumenten für die Elementanalytik.
Gegründet wurde die Firma im Juni 1979 von Paul Friedhoff, der sie als geschäftsführender Gesellschafter bis Ende 1997 leitete. 1998 verkaufte er sein Unternehmen an eine Investorengruppe unter Führung der German Equity Partners, die sich im Juni 2005 mit Ametek, Inc. darauf einigte, Spectro in den Ametek-Konzernbereich „Electronic Instruments Group“ (EIG) einzubringen. Dort zählt Spectro seit 2008 zur „AMETEK Materials Analysis Division“.

## Geschichte

### Von der Gründung bis zum Verkauf (1979–1997)
Unternehmensgründer Paul Friedhoff hatte nach Abschluss seines Studiums in „Physikalischer Technik“ an der Staatlichen Ingenieurschule für Maschinenwesen und Elektrotechnik in Iserlohn ab 1967 zunächst als Ingenieur für die Stahlindustrie gearbeitet. Sein Aufgabenschwerpunkt lag im Bereich Forschung und Qualitätsstelle. Ab 1974 war er noch fünf Jahre in der Messgeräteindustrie tätig, bis er die Entscheidung traf, sich selbständig zu machen.
Die Geschichte der Spectro begann im Juni 1979 als Drei-Mann-Betrieb zunächst in einem Nebengebäude seines Wohnhauses in der Herderstraße in Kleve. Das erste Produkt des jungen Unternehmens nannte er „SPECTROtest“. Die Grundlage bildete ein neues, einfacheres Verfahren, die chemisch-physikalische Zusammensetzung von Werkstoffen durch Spektralanalyse zu überprüfen. Vor allem die Messung bei Legierungen, ob die jeweiligen Ausgangsmetalle im richtigen Verhältnis zueinander enthalten waren. Von den anfangs noch in seiner Privatwohnung gebauten und als „SPECTROmeter“ bezeichneten Geräten, hatte er bis Ende 1980 insgesamt vierzig Stück bei Kunden installiert.
Bereits 1981 vergrößerte sich Spectro auch international. Zunächst mit einer Niederlassung in Frankreich und durch Gründung eines Tochterunternehmens in Fitchburg, Massachusetts in den Vereinigten Staaten. Ein Jahr später bezog Spectro in Kleve ein neues Gebäude in der Boschstraße. Im Jahr 1983 folgten Niederlassungen in Italien und im Vereinigten Königreich. Zur Fertigstellung des 1000. Spektrometers betrug die Betriebsfläche in der Boschstraße bereits 3.000 m2. 1987 kam noch eine Niederlassung in Australien dazu und in Kleve nahm eine neue Betriebstätte in der Tichelstraße im Jahr 1988 ihre Produktion auf. Bis in die zweite Hälfte der 1990er Jahre kamen nach und nach auch weitere Produkte hinzu.
Als Mitglied der Freien Demokratische Partei (FDP) seit 1972 war Paul Friedhoff neben der Geschäftsführung zunehmend auch politisch aktiv. Zunächst als Stadtrat, ab 1990 als Mitglied des Deutschen Bundestages, wo er 1997 den Vorsitz des „Arbeitskreises Wirtschafts-, Finanz- und Agrarpolitik“ in seiner Fraktion übernahm. Der Unternehmensgründer zog sich noch im gleichen Jahr als Geschäftsführer zurück und verkaufte die SPECTRO GmbH 1998 an eine Investorengruppe unter Führung der Beteiligungsgesellschaft German Equity Partners.

### Unter German Equity Partners (1998–2005)
Die neuen Eigentümer bündelten ihre Anteile in der Holding SPECTRO Beteiligungs GmbH und änderten die Gesellschaftsform des produzierenden Unternehmens in SPECTRO Analytical Instruments GmbH & Co KG. Nur wenig später, im Jahr 1998, vergrößerte sich Spectro durch Übernahme der ASOMA Instruments, Inc. mit Sitz in Austin, Texas, sowie der Polycon Analysensysteme GmbH und Polycon Laborautomation GmbH aus Kranenburg. Darüber hinaus erwarb die Holding eine Mehrheit an der Spectruma Analytik GmbH. Weitere internationale Niederlassungen wie „Asia-Pacific“ in Hongkong (1999), aber auch in China und Südafrika (2000) wurden eröffnet und die Gerätepalette im Bereich atomspektroskopischer Analyse ausgebaut. Bis 2005 stieg der Jahresumsatz auf rund 85 Mio. Euro an.

### Unter AMETEK, Inc. (seit 2005)
Im Juni 2005 gab der amerikanische Ametek-Konzern aus Paoli, Pennsylvania bekannt, er habe sich mit German Equity Partners BV auf eine Übernahme geeinigt. Gegen Zahlung von 98 Millionen US-Dollar (zu diesem Zeitpunkt etwa 80 Mio. Euro) ging die Spectro-Gruppe schließlich in den Ametek-Konzernbereich „Electronic Instruments Group“ (EIG) über. Im August 2008 wurde der seit Oktober 2006 als SPECTRO GmbH firmierende Hersteller auf seine Beteiligungsgesellschaft verschmolzen und deren Name anschließend auf Spectro Analytical Instruments GmbH geändert. Im Dezember 2008 gründete Ametek die übergeordnete AMETEK Material Analysis Holdings GmbH, um den Geschäftsbereich „AMETEK Materials Analysis Division“ zu bilden, der bis heute im Wesentlichen aus der Spectro-Gruppe besteht.

## Produkte
Das Unternehmen ist Marktführer für Analysegeräte auf dem Gebiet der Optischen und der Röntgenfluoreszenz-Spektrometrie. In den ersten dreißig Betriebsjahren wurden etwa 30.000 Geräte gefertigt. Im Jahr 2017 sollen weltweit nach Firmenangaben bereits 40.000 ausgeliefert worden sein. Die Produktpalette von Spectro bestand Anfang des Jahres 2017 vor allem aus:
- Mobile Bogen-/Funkenspektrometer (OES, englisch optical emission spectrometer) zur Identifizierung von Materialien (PMI, englisch positive material identification), für die Analyse und das Sortieren von Metallen
- Stationäre Funkenspektrometer (OES) zur Metallanalyse vor allem im Rahmen von Prozesskontrolle
- ICP-OES-Spektrometer (ICP-AES, englisch inductively coupled plasma atomic emission spectroscopy) zur Analyse von Elementen in unterschiedlichen Formen, von wässrigen Lösungen über Halbleiter und petrochemische Produkte, bis hin zu Böden und Schlämmen
- ICP-MS-Spektrometer (ICP-MS, englisch inductively coupled plasma mass spectrometry) für die vollsimultane Messung des gesamten anorganischen Massenbereichs
- Röntgenfluoreszenzspektrometer (RFA-Spektrometer) für die Analyse von Feststoffen, Flüssigkeiten und Pulvern
- RFA-Handspektrometer zur Metallanalyse, vor allem für Umweltmessungen und im Bergbau

## Auszeichnungen
- 2012 wurde das neue ICP-OES auf der Achema mit dem Innovationspreis in der Sparte Labor- & Analysentechnik ausgezeichnet[11].
- 2010 Silberner Pittcon für das welterste, simultan messende ICP-MS[12]

## Unternehmenskultur
Besonderen Wert legt das Unternehmen auf seine eigene Ausbildung. Jedes Jahr werden sieben Auszubildende eingestellt. Mit den Abschlüssen im Jahr 2016 stellte das Unternehmen zum siebten Mal in Folge die jeweils besten Kandidaten des Jahrgangs bei der Industrie- und Handelskammer im Bezirk Duisburg/Wesel/Kleve.